# ジョン・ハービソン
ジョン・ハリス・ハービソン（John Harris Harbison, 1938年12月20日 - ）はアメリカ合衆国の作曲家。オペラと大規模な合唱曲で知られる。

## 経歴
1954年に16歳で有名なBMI基金の学生作曲賞を受賞した。ハーバード大学、後にプリンストン大学で音楽を学び、ハーバード・グリークラブで歌った。彼はマサチューセッツ工科大学の正教授である。またウォルター・ピストンとロジャー・セッションズの生徒だった。彼の作品はいくつかの交響曲、弦楽四重奏曲、ヴァイオリン、ヴィオラ、バス・ヴィオール（コントラバス）のための協奏曲を含んでいる。
彼は1987年に「The Flight into Egypt」でピューリッツァー賞を受賞しており、2006年には「Mottetti di Montale」でグラミー賞の小アンサンブルパフォーマンスにノミネートされている。
メトロポリタン歌劇場は有名なマエストロであるジェームズ・レヴァインの就任25周年記念のために『華麗なるギャツビー』を委嘱した。このオペラは1999年12月20日に、レヴァインの指揮でジェリー・ハドリー、ドーン・アップショウ、スーザン・グレアム、ロレーヌ・ハント・リーバーソン、マーク・ベイカー、ドウェン・クロフト、リチャード・ポール・フィンクのキャスティングで初演された。
ハービソンはキリスト教一致推進評議会と諸宗教対話評議会より「ヨハネパウロ二世即位25周年を記念する和解のコンサート」(英語版)のための作品を委嘱された。イベントはローマのチーフラビであるラブ・エリオ・トフ、ローマのモスクのイマームであるアブドラワハブ・フセイン・ゴマー、教皇ヨハネ・パウロ二世の共同主催で行われた。金管楽器とアンティフォナの合唱による6分間の構成のこの作品「アブラハム」は、2004年1月17日に、ピッツバーグ交響楽団のメンバー、ピッツバーグ・メンデルスゾーン合唱団、ロンドン・フィルハーモニー合唱団、クラクフ・フィルハーモニー合唱団、アンカラ・フィルハーモニー合唱団のメンバーで、ギルバート・レヴァインの指揮で世界初演された。
ハービソンはボストンのエマニュエル・ミュージック（Emmanuel Music）の首席客演指揮者だった。創始者クレイグ・スミス（Craig Smith）の2007年の早すぎる死の後、ハービソンは芸術監督代理に任命された。
1990年に「芸術的信条は何か」と問われた際、「断片それぞれを他と異なるようにし、明確で新鮮な大きなデザインにし、伝統を再発見することだ。」と答えている。
彼はヴァイオリニストであるローズ・マリー・パダーソンと結婚している。